# Lista över skeppsbrott under 2008
Lista över skeppsbrott under 2008 inkluderar de skeppsbrott där fartyg förlist eller försvunnit under 2008.

## Februari

### 29 Februari
En överlastad båt i Bangladesh MV Shourav som hade drygt 100 personer ombord kolliderade med en last- och transport färja. 49 personer omkommer i kollisionen. Olyckan skedde utanför Dhaka. 

## Maj

### 13 Maj
En färja i Bangladesh med 2-våningar MV Nazimuddin transporterade omkring 150 passagerare när den sjönk i hårt väder. 41 personer drunknade. Haveriet inträffade 80 km från Dhaka.

## Juni

### 21 Juni
M/S Princess of the Stars var en passagerarfärja som ingick i rederiet Sulpicio Lines. Färjan hade 10-våningar och vägde hela 23000 ton. Den var 193 meter lång och 30 meter bred. Färjan var på väg från Manila till Cebu, rederiet tillät färjan kasta loss trots inkommande orkan. 
16 timmar efter avgången havererade färjan vid Romblon i starka vindar på 48 m/s och vågorna var mer än 10 meter höga. kustbevakningen kunde inte omedelbart gå och kontrollera Princess of the Stars på grund av de rådande väderförhållandena. 
Det var först oklart hur många som fanns ombord på färjan vid olyckstillfället, men en siffra säger 747.
Enligt den passagerarlistan för Princess of the Stars som Sulpicio Lines tagit fram, uppgick antalet resenärer till 866 varav 141 tillhörde besättningen. 
Efter ett helt dygn när stormen blivit mildare kunde räddningstjänst anlända Romblon. Färjan hittades på ett grund uppochner med kölen vänd uppåt. Katastrofen är den värsta på filippinska farvatten under 2000-talet. 790 människor dog från båten, man hittade bara 76 överlevande. Fram till 2010 hade man bärgat upp sammanlagt 502 döda kroppar varav 352 inuti färjan däribland kaptenen.